# Aetheomorpha constanti
Aetheomorpha constanti es un coleóptero de la familia Chrysomelidae.
Fue descrita científicamente por primera vez en 2005 por Medvedev.